# Ras Dašen
Ras Dašen (nazývaný také Ras Dašan nebo Ras Dejen) je nejvyšší hora Etiopie a pátá nejvyšší hora Afriky.  Hora se nachází v Národním parku Simienské hory v severní části Etiopie asi 500 km severně od hlavního města Addis Abeby.
Od 3000 m n. m. a výše se na svazích hory nachází vysokohorské louky a skály. Jako jediný vrchol v Etiopii má v zimním období sněhovou pokrývku.

## Výška hory
Ras Dašen se řadí mezí nejvyšší vrcholy afrického kontinentu. Převyšuje ho jen Kilimandžáro (5895 m m. m.) a Mount Kenya (5199) v Keni, Ngaliema (známá též jako Mount Stanley, 5109 m n. m.) v pohoří Ruwenzori na hranicích Ugandy a Konžské demokratické republiky a Mount Meru (4556 m n. m.) v tanzanském Národním parku Arusha.

Ras Dašen je však zároveň vrcholem, o jehož správnou nadmořskou výšku se vedou největší spory. Nadmořská výška hory 4533 m n. m., kterou uvádějí některé zdroje, jako například Encyclopaedia Britannica nebo Etiopská mapovací agentura (Ethiopian Mapping Agency), jejíž měření je však považováno za zastaralé, je jen jednou z možných variant.

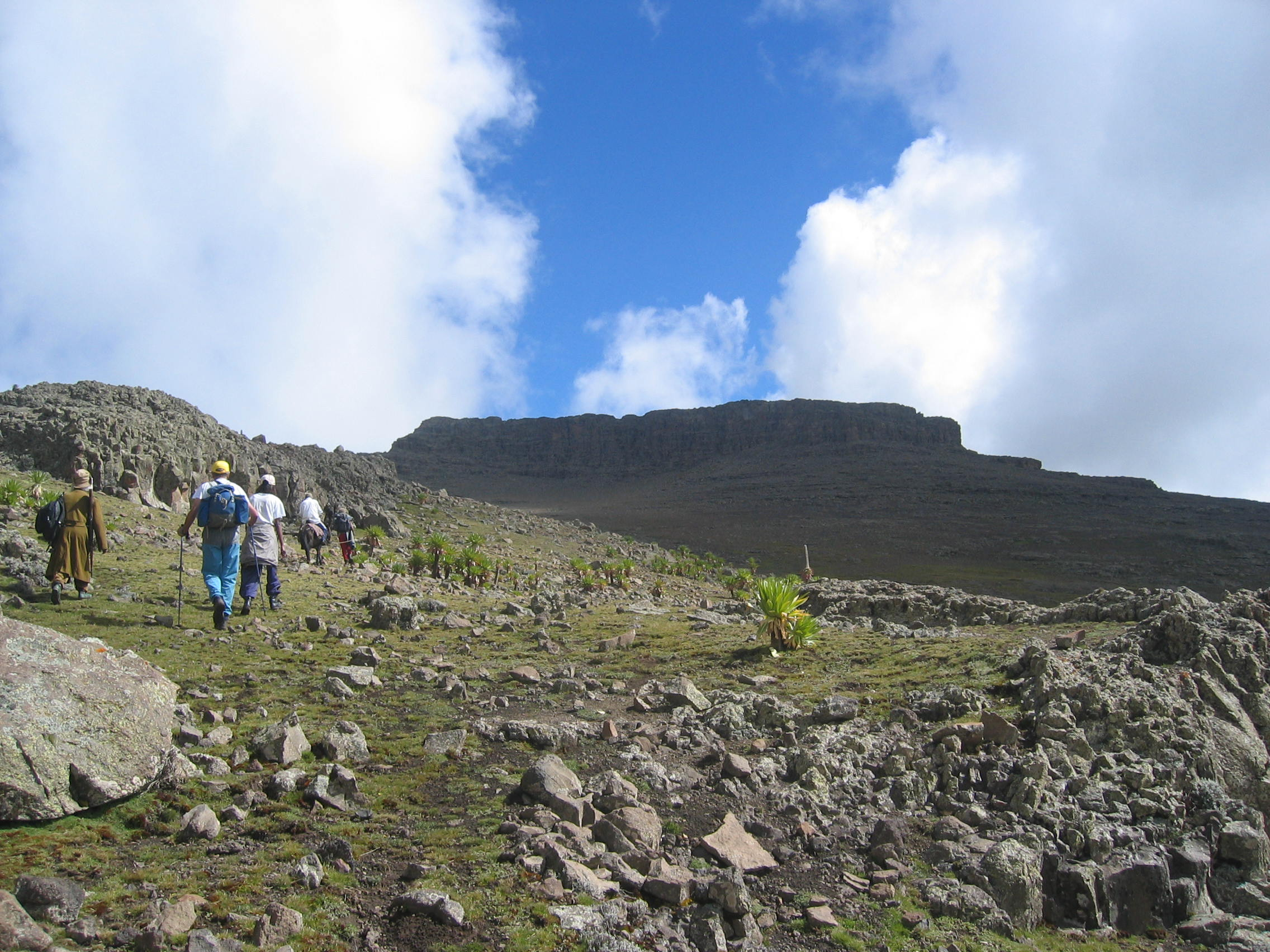
Turisté na cestě k vrcholu Ras Dašen

Dosud se často uvádí výška 4620 m n. m., kterou zaznamenal na základě svých měření z roku 1873 francouzský kartograf Antoine Thomson d'Abbadie. Údaje, získané v rámci projektu SRTM (The Shuttle Radar Mission) během miste raketoplánu Endeavour z roku 2000 stanovily výšku hory na 4527 m n. m. s tolerancí třiceti metrů. Italsko-francouzská mise vstoupila do tohoto sporu uvedením výsledků svých měření, provedených 19. září 2007. S pomocí technologie DGPS byla tehdy stanovena výška dvou ze tří vrcholů hory na 4520 m n. m. a 4549 m n. m., a to s maximální tolerancí rozdilu dvou metrů. V řadě zdrojů jsou prezentovány i jiné údaje, jako například 4543 m n. m., 4550 m n. m. (což je údaj, uváděný Etiopským statistickým úřadem), a v některých významnějších ruských mapách se objevuje dokonce údaj o výšce 4663 m n. m.

## Prvovýstup
První zaznamenaný výstup na vrchol se uskutečnil v roce 1841 dvěma francouzskými důstojníky Ferretem a Galinierem. Neexistuje žádný ověřitelný záznam o dřívějších výstupech místních obyvatel, ale podmínky na vrcholu jsou relativně přijatelné a na svazích hory se nachází pastevecké osady. Ve výšce 4300 m, necelou hodinu chůze od vrcholku hory, se také nachází malá pevnůstka, která byla dějištěm bitvy v 19. století.